# David Hartley

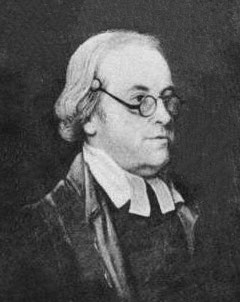
David Hartley.

David Hartley (21 de junio de 1705-28 de agosto de 1757) fue un filósofo británico, nacido en Halifax.

## Biografía
Estudió en la Universidad de Cambridge. Se casó dos veces. La primera en 1730 con Alice Rowley, que murió al año siguiente al dar a luz a su hijo David (1731-1813). Su segundo matrimonio fue en 1735 con Elizabeth (1713-78), la hija de Robert Packer de Shellingford y Bucklebury, ambos en Berkshire. De ella tuvo dos hijos, Mary (1736-1803) y Winchcombe Henry (1740-94). 
Hartley ejerció como Médico en Newark, Bury St Edmunds, Londres, y finalmente en Bath, donde murió.
Es conocido sobre todo por su obra Observations on Man, his Frame, his Duty and his Expectations (Observaciones sobre el hombre, su estructura, su deber y sus esperanzas, 1749), en la cual defiende una psicología asociacionista y el mecanismo fisiológico. Tuvo gran influencia en la obra de John Stuart Mill. En esta obra expone ideas similares a las de Condillac, en Essai sur l'origine des connaissances humaines. Tiene dos partes. La primera de ellas se refiere al marco del cuerpo y la mente humanos, y sus conexiones e influencias mutuas, y la segunda a los deberes y expectativas de la humanidad. Su teoría física deriva, según él, de ciertas especulaciones que sobre la acción de los nervios expuso Isaac Newton en sus Principia. Su teoría psicológica fue sugerida por la Dissertation concerning the Fundamental Principles of Virtue or Morality, escrita por un clérigo llamado John Gay (1699-1745).